# II. Mithridatész pártus király
II. Mithridatész (vagy Nagy Mithridatész; pártus nyelven 𐭌𐭄𐭓𐭃𐭕 Mihrdāt) a Pártus Birodalom királya I. e. 124-től i. e. 91-ig. 
Mithridatészt azután koronázták királlyá, hogy elődje, I. Artabanosz elesett a keleti nomádok ellen vívott küzdelemben. Válságban lévő birodalmat örökölt, amelyet keletről és nyugatról egyaránt szorongattak. Mithridatész előbb a lázongó tartományokat és vazallusokat csillapította le. A Babilont is megszálló lázadó dél-mezopotámiai Harakéné királyával kiegyezett, de a korábbi vazallus Elümaiszt fegyverrel csatolta vissza a birodalomhoz. Ő volt az első aki a pártusok uralmát kiterjesztette a Kaukázusra, vazallusává tette Örményország és talán Ibéria és Albánia királyait. Keleten legyőzte a nomádokat és visszafoglalta az általuk elcsatolt Szakasztánt és Nyugat-Baktriát. I. e. 114/113 körül a Szeleukida Birodalomtól elvette az Eufrátesz-menti Dura Európosz határvárost, majd meghódította az Örményországtól délre fekvő Adiabénét, Gordüénét és Oszroénét. Ő volt az első pártus uralkodó, aki felvette a diplomáciai kapcsolatot a rómaiakkal és a kínaiakkal. Halálakor birodalma az Eufráteszől az Indusig terjedt.

## Származása
II. Mithridatész apjának kiléte nem teljesen tisztázott. A 2. századi római történetíró, Iustinus szerint elődjének, I. Artabanosznak a fia volt. Egy i. e. 119-ből származó ékírásos tábla viszont arról ír, hogy Mithridatész bosszút állt a bátyját, Artabanoszt meggyilkoló nomádokon; vagyis Artabanosz apja, Priapatiosz volt az ő apja is. Ezt látszik alátámasztani egy i. e. 90/91-es osztrakon, amelyen egy pártus királyt (feltehetően I. Gotarzészt) említenek: "Arszakész király, Priapatiosz unokája (aki) (I.) Arszakész unokaöccsének fia" (a pártus uralkodók trónra lépésük után a dinasztiaalapító Arszakész nevét vették fel címként). Ennek az elméletnek ellentmond viszont, hogy Priapatiosz i. e. 176-ban meghalt, vagyis Mithridatésznak erősen középkorúnak kellett lennie uralomra jutásakor; idősebbnek II. Phraatész és I. Mithridatész alkalmasabb korú fiainál. Priapatiosz ismert fiaitól (I. Mithridatész és I. Artabanosz) eltérően II. Mithridatész nem használta a Theopatorosz ("akinek atyja isten") jelzőt. A fenti ékírásos tábla nem írja, hogy az a bizonyos Artabanosz király volt, lehetett magas rangú arisztokrata is.
Neve, a Mithridatész az iráni Mihrdāt névnek a görög átirata; ennek jelentése "Mithra ajándéka". Mithra a rend, igazság, fény istene a zoroasztriánus mitológiában. 

## Uralkodásának kezdetei, hadjáratok Mezopotámiába és a Kaukázusba

A Pártus Birodalom II. Mithridatész idején

Mithridatész válságos időszakban került a Pártus Birodalom trónjára, amikor azt nyugat és kelet felől egyaránt fenyegették. A keleti nomádok több megalázó vereséget mértek a pártusokra; az előző két uralkodó, II. Phraatész és I. Artabanosz is az ellenük vívott csatákban esett el. Egyik első cselekedeteként kiegyezett a pártus uralom ellen korábban fellázadt harakénéi (dél-mezopotámiai) Hüszpaoszinésszel, aki korábban egy időre Babilont is elfoglalta. Hüszpaoszinész beleegyezett, hogy pártus vazallus legyen és jóindulata jeléül visszaadta Arszakész fatrónusát.  Mithridatész ezután a Perzsa-öböl északi partján fekvő Elümaisz felé fordult, amely korábban közvetlen pártus kormányzás alatt állt, de I. Artabanosz halála után a független elámita Pittit király elfoglalta. Hadjáratot vezetett Elümaiszba, elfoglalta Szúzát és csatában legyőzte Pittitet. Ekkoriban halt meg a 85 éves Hüszpaoszinész és a király a pártus Szindatészt nevezte ki Harakéné kormányzójául.
II. Mithridatész volt az első, aki a Kaukázus térségére is kiterjesztette a pártus uralmat. I. e. 120 körül megtámadta a stratégiai fontosságú Örmény Királyságot és vazallusi esküt kényszerített ki annak uralkodójától, I. Artavazdésztől. Artavazdész kénytelen volt túszként átadni neki Tigranészt (fiát vagy unokaöccsét). A későbbi századokban Örményország ellenőrzése mindvégig a pártus külpolitika fókuszpontjában maradt és több háborúhoz vezetett a térségben terjeszkedő Római Birodalommal. Lehetséges hogy más kaukázusi államok, mint Ibéria vagy Albánia szintén is kénytelenek voltak elismerni a pártus fennhatóságot, legalábbis ideiglenesen. A három kaukázusi államban számos pártus érmét találtak a régészek, mutatva szoros kapcsolataikat a birodalommal. Eközben Babilónia az arab fosztogató portyáktól szenvedett, így Mithridatész egy jelentősebb hadsereget küldött ellenük, akik súlyos vereséget mértek a portyázókra. Nem tudjuk, hogy ezt a kontingenst maga a király vagy egyik hadvezére vezette-e. A sereget ezt követően valószínűleg visszarendelték Médiába, hogy csatlakozzon a keleti nomádok ellen szervezett hadjárathoz.

## Keleti háborúk
Iustinus szerint Mithridatész megbosszulta szüleit vagy őseit (ultor iniuriae parentum), vagyis megtámadta és legyőzte a tokhárokat, akik megölték I. Artabanoszt és II. Phraatészt. A pártusok a korábban elvesztett Nyugat-Baktriát is visszafoglalták a szkítáktól. A pártus pénzleletek és egyes feliratok arra utalnak, hogy II. Mithridatész Baktrát, Kampürtepát és Termizt is uralta, vagyis visszaszerezte azokat a területeket, amelyeket még névrokona, I. Mithridatész hódított meg fél évszázaddal korábban. A pártusok számára létfontosságú volt az Amu-Darja középső folyásának (benne Amul városával) ellenőrzése, mert itt tudták feltartóztatni a transzoxániai és szogdiai nomádok betöréseit. Ezen a vidéken (középső Amu-Darja, Nyugat-Baktria) egészen II. Gotarzész idejéig († i. sz. 51) bocsátottak ki pártus pénzeket.
A nomádok korábban megszállták a Pártus Birodalom keleti tartományát, Drangianát és a szakák nagy tömegben le is telepedtek itt; annyira, hogy a régiót ezután Szakasztánnnak (ma Szisztán) nevezték. Valamikor i. e. 124 és 115 között Mithridatész nagy sereget küldött ellenük, élén a Szurán-házból való hadvezérrel. Szakasztán annaktálása után a király a vezért nevezte ki örökös kormányzójául. A birodalom keleti határa ekkor egészen az Industól közvetlenül keletre elterülő Arakhósziáig terjedt.

## Terjeszkedés nyugaton, diplomáciai kapcsolatok

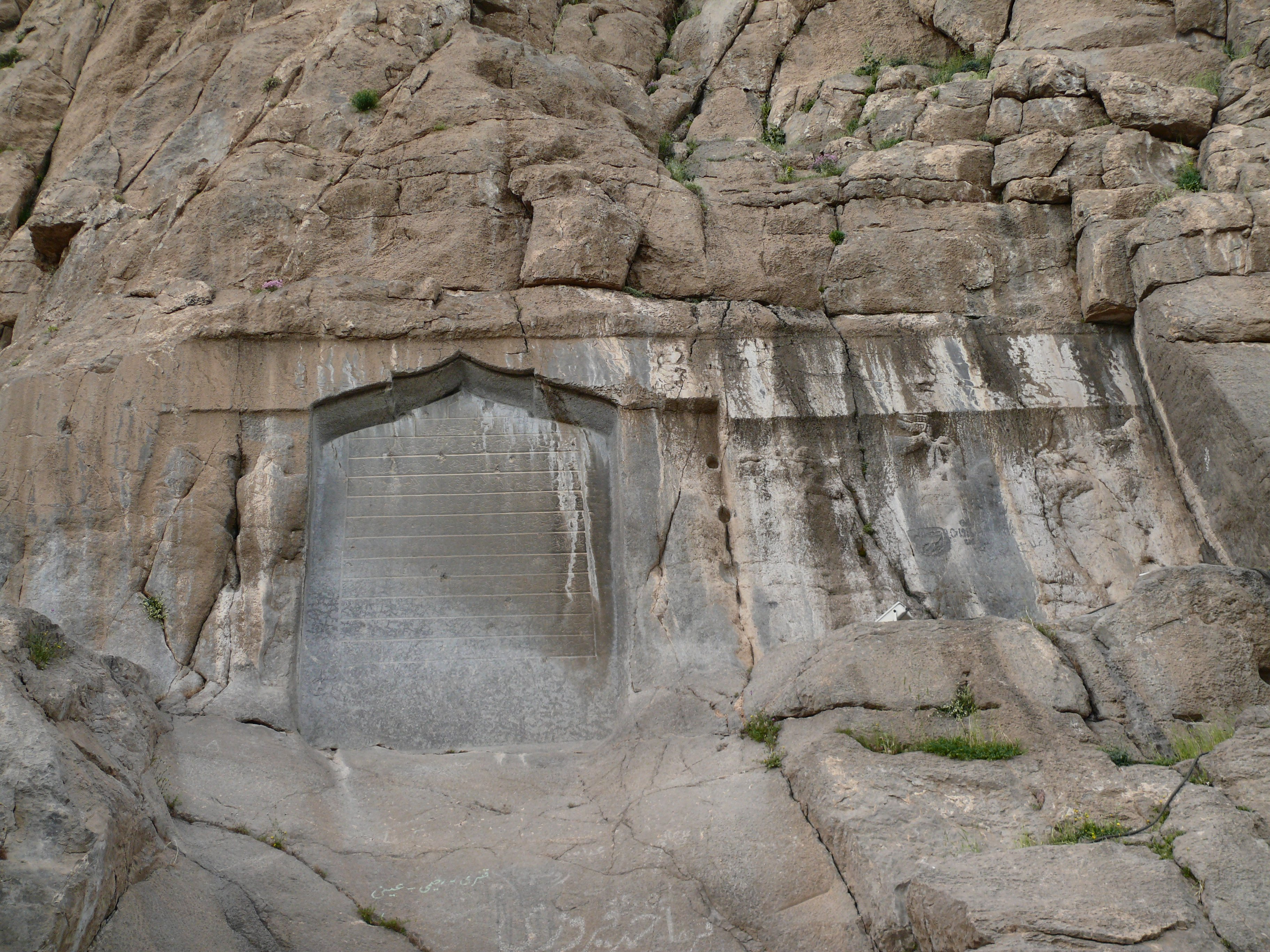
Erősen erodált szikladombormű II. Mirhridatész és fia, Gotarzész alakjával

Szíria meghódítását már II. Phraatész is tervezte, miután i. e. 129-ben legyőzte VII. Antiokhosz szeleukida királyt, de idő előtti halála miatt a terv meghiúsult. I. e. 114/113-ban Mithridatész elfoglalta az Eufrátesz-menti Dura-Európosz határvárost. A Szeleukida Birodalom ekkor már a felbomlás küszöbén állt, állandó belharcok, felkelések, trónkövetelők jelentkezései destabilizálták.
I. e. 96-95 körül Mithridatész Örményország vazallus királyává nevezte ki az udvarában túszként nevelkedő II. Tigranészt. Tigranész cserébe átadott a birodalomnak "hetven völgyet" a Kaszpi-tenger mellékén; valamint lánya, Ariazaté feleségül ment Mithridatész fiához, Gotarzészhez. A következő évben Mithridatész meghódította Adiabénét, Gordüénét és Oszroénét, kitolva országa nyugati határát az Eufrátesz felső folyásig. Itt találkoztak a pártusok először a rómaiakkal. I. e. 96-ban a király követet küldött Cilicia provincia kormányzójához, Sullához. A pártusok békés kapcsolatot szerettek volna ápolni a rómaiakkal, de miután a tárgyalások során Sulla udvariatlanul, nem egyenrangúan bánt a pártus megbízottal, Mithridatész kivégeztette a követet.
I. e. 121-ben Vu császár legyőzte a hsziungnukat és kiterjesztette a kínai fennhatóságot Közép-Ázsia felé. Fergana térségében elérték a pártus befolyási övezet határát. I. e. 120-ban kínai követség járt a pártus fővárosban és a következő évtől megindult a kereskedelem a Selyemúton.

## Halála
II. Mithridatész I. e. 91-ben halt meg. Halála után (vagy már utolsó éveiben) három évtizedig tartó zavaros időszak kezdődött a birodalom életében, az úgynevezett "pártus sötét kor". Ennek történései jórészt homályba vesznek, csak a királyok (amelyek talán részben egymással párhuzamosan uralkodtak) személye ismert. Ez a kor II. Oródész i. e. 57 körüli trónra kerülésével ért véget. Mithridatész utóda az előkerült pénzleletek, domborművek, valamint a babiloni csillagászati feljegyzések alapján fia, I. Gotarzész volt. Egy erősen károsodott dombormű szerint Gotarzész már apja idejében is a "szatrapák szatrapája" címet viselte.
Marcus Iunius Iustinus így ír Mithridatészről (Világkrónika, XLII:II):

„[...] Mithridates következett örökösként, akinek véghezvitt tettei miatt a Nagy melléknevet adták, mert őseinek hírnevét felülmúlta lelkének nagyságával; égett a vágytól, hogy kiválóságban vetélkedjék velük. Ennek folytán a szomszédos népek ellen számos háborút viselt nagy vitézséggel, és számos népet csatolt a parthus királysághoz, sőt a scythákkal is nemegyszer szerencsésen megvívott, és így megbosszulta a szülein esett sérelmeket. Utoljára Artoasdes armeniai király ellen indított háborút.”

## Mithridatész pénzei

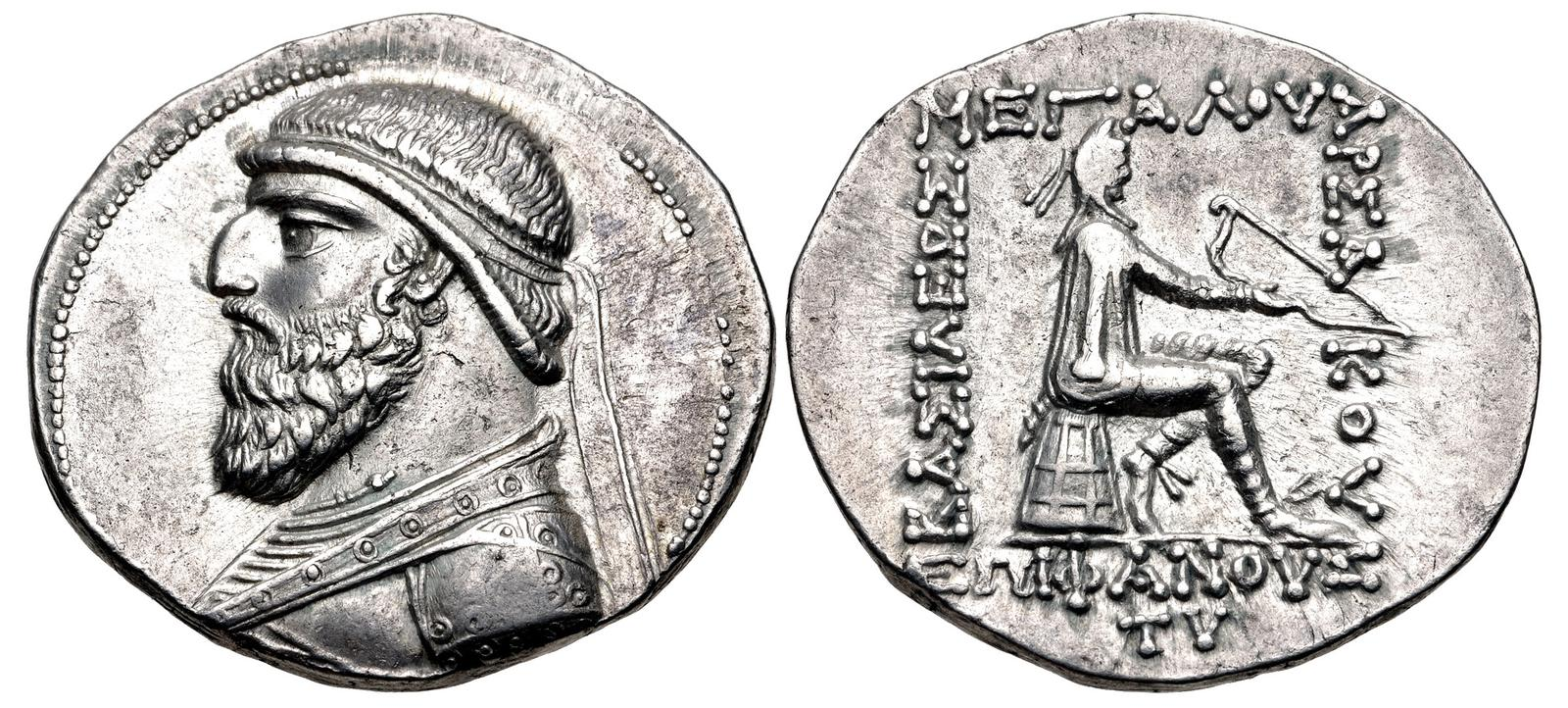
II. Mithridatész Szeleukeiában vert tetradrachmája

A pártus királyok uralmuk legitimizálásaképpen gyakran használtak az Óperzsa Birodalomra utaló címeket. Az első, aki a "királyok királya" (baszileusz baszileón) címet időnként feltüntette neve mellett, I. Mithridatész volt. Utódai felhagytak a szokással, amit II. Mithridatész i. e. 109/108 körül felelevenített. Mind a pénzein, mind feliratokon látható ez a jelző, sőt a babilóni említésekben is (sar sarráni).

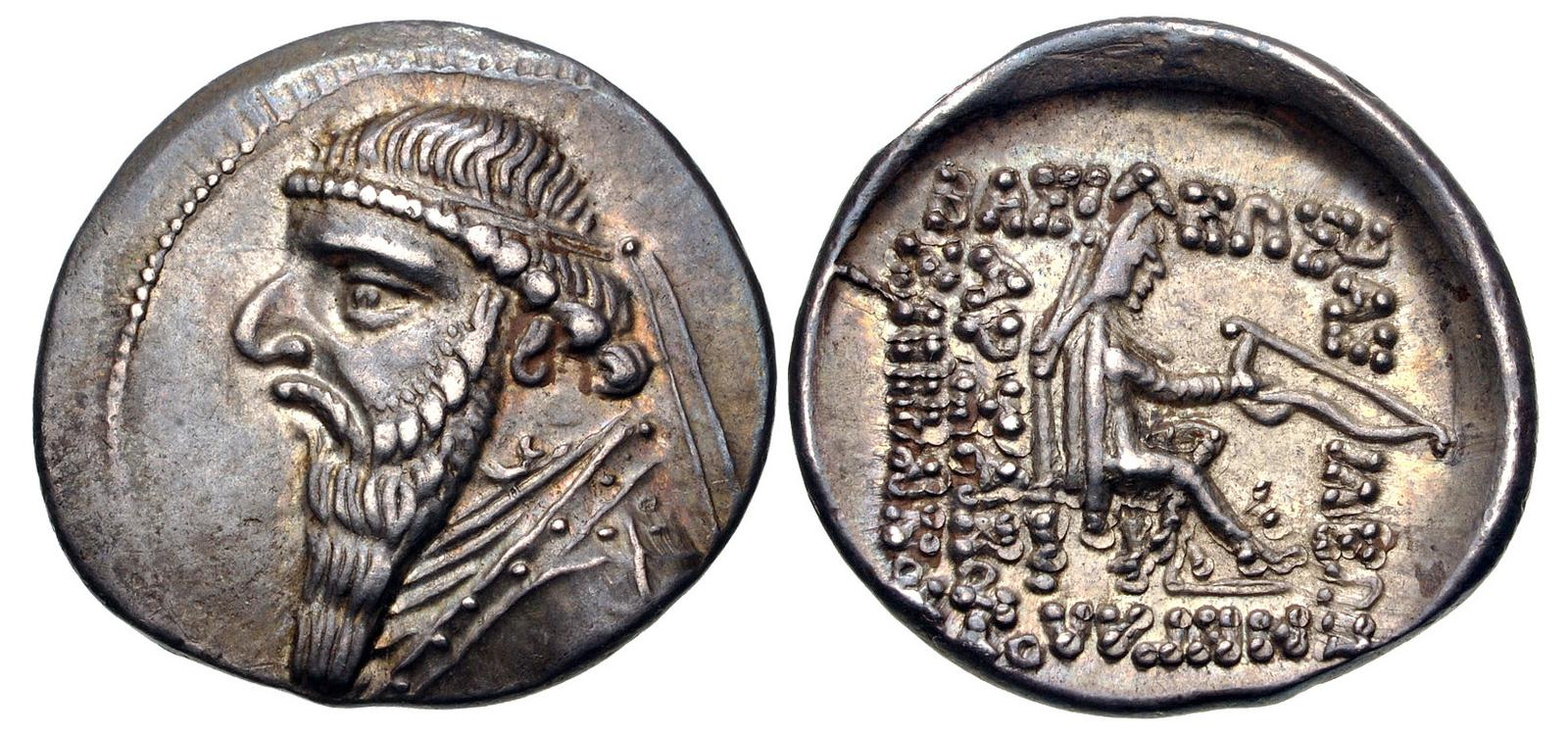
MIthridatész diadémmal a fején

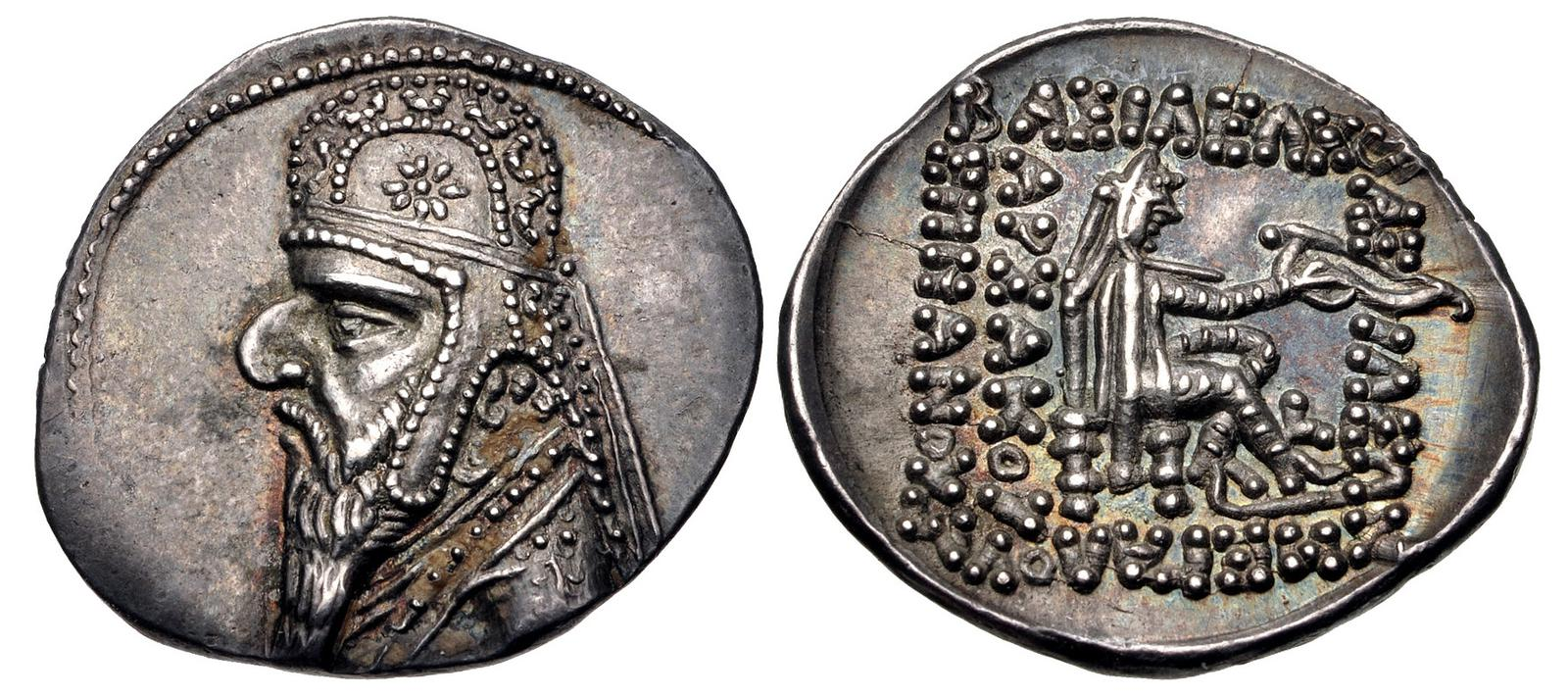
Mithridatész méd fejfedővel

Uralkodása elején Mithridatész a hellenisztikus uralkodók között gyakori Szótér ("Megmentő") jelzőt használta rövid ideig, Ekbatanában és Rhageszben vert pénzein. Ennek pontos oka nem ismert, talán a nomádok felett aratott győzelmére utal, vagy vallásos utalás is lehetett (megmentő Mithra isten).
Az első Arszakidák baslik nevű sapkát viseltek a pénzen feltüntetett képmásaikon; olyat, amilyet a perzsa szatrapák hordtak. I. Mithridatésztól kezdve ezt a hellenisztikus diadém váltotta fel. Eleinte így ábrázoltatta magát II. Mithridatész is, de később ezt lecserélte egy drágakövekkel díszített, magas, kucsmaszerű fejfedőre. Ezt az ún. kolahot a méd arisztokraták viselték tradicionális ruházatuk részeként. A későbbiekben számos más pártus király is ezt a fejfedőt viselte, különösen a birodalom kései korszakában; sőt ezt hordták vazallusaik is, mint pl. Perszisz uralkodói. A Pártus Birodalmat megdöntő szászánida I. Ardasír pénzein is megfigyelhető ez a fajta fejfedő.
A korai pártus pénzekhez hasonlóan II. Mithridatész érméinek hátoldalán is egy hagyományos nadrágos pártus lovaglóruhába öltözött ülő íjász látható; az ekbatanai és rhageszi érméken azonban egy kis farokszerű ruhanyúlvány is megfigyelhető rajta. I. e. 117–111 körül az íjász zsámolyát magas hátú trónus váltja fel és a "farok" is eltűnik. Háború idején a hátlapon lovat vagy tegezt (gorütoszt) tüntettek fel.

## Fordítás
- Ez a szócikk részben vagy egészben  a   Mithridates II of Parthia című angol Wikipédia-szócikk ezen változatának fordításán alapul.  Az eredeti cikk szerkesztőit annak laptörténete sorolja fel. Ez a jelzés csupán a megfogalmazás eredetét és a szerzői jogokat jelzi, nem szolgál a cikkben szereplő információk forrásmegjelöléseként.

| Előző uralkodó: I. Artabanosz | Pártus király I. e. 124 – I. e. 91 | Következő uralkodó: I. Gotarzész |